# Jacob E. Bang
Jacob Eiler Bang (født 19. december 1899 på Frederiksberg, død 16. marts 1965 i Kongens Lyngby) var en af Danmarks største glasdesignere. Ved sin ansættelse på Holmegaard Glasværk i 1928 startede han funktionalismen inden for dansk glasdesign – under mottoet "Smukt, stærkt, hensigtsmæssigt og billigt".
Jacob E. Bangs glas-design, der på én gang var folkeligt og virtuost, opnåede stor anerkendelse og popularitet, og i dag er mange af hans værker blevet stil-ikoner og samlerobjekter.
Allerede i 1928 tegnede Bang den berømte serie Viol, og to år efter skabte han den banebrydende serie Primula i farven røgtopas, der bestod af hele 100 forskellige modeller. I 50’erne fulgte flere banebrydende farvede glasserier i forskellige grønne nuancer, blå og opalhvid, som satte standarden for moderne glas.
Bang var oprindeligt uddannet arkitekt, men nåede kun at tegne få bygninger, før han konsekvent skiftede fokus til design af brugskunst.

## Medaljer og priser
Bang har som en af de få danske designere vundet flere medaljer på verdensudstillingerne Barcelona 1929, Bruxelles 1935, Paris 1937 og New York 1939.
Jacob E. Bangs to sønner Michael Bang og Joachim Bang er henholdsvis glasdesigner og billedhugger.

## Eksterne kilder og henvisninger
- Jacob E. Bang på gravsted.dk
- Jacob E. Bang på Kunstindeks Danmark/Weilbachs Kunstnerleksikon